# Tatiana Proróchenko
Tatiana Proróchenko (Berdyansk, Ucrania, 15 de marzo de 1952-11 de marzo de 2020) fue una atleta soviética, especializada en la prueba de 4 × 400 m en la que llegó a ser campeona olímpica en 1980.

## Carrera deportiva
En los JJ. OO. de Moscú 1980 ganó la medalla de oro en los relevos 4 × 400 metros, con un tiempo de 3:20.12 segundos, llegando a meta por delante de Alemania del Este y Reino Unido, siendo sus compañeras de equipo: Tatiana Góyshchik, Nina Ziuskova y Irina Nazárova.